# エドワード・フランクランド

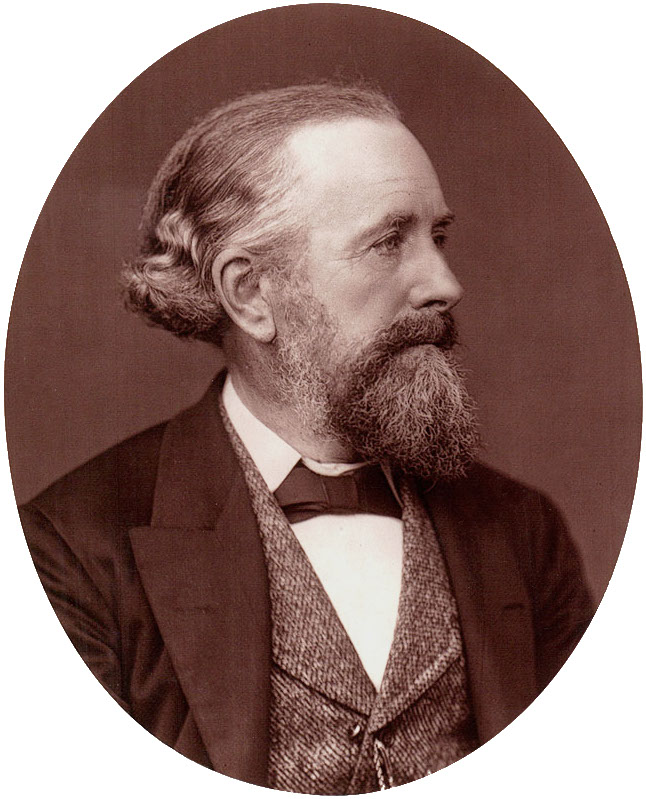
エドワード・フランクランド

エドワード・フランクランド（英: Edward Frankland, 1825年1月18日 – 1899年8月9日）はイギリスの化学者。

## 経歴
ランカスターの近くチャーチタウンに生まれる。ランカスターのローヤル・グラマースクールを卒業したのち、街の薬屋の徒弟として6年間過ごした。1845年にロンドンへ出てリオン・プレイフェアの研究室に入り、ついでマールブルクのロベルト・ブンゼンのもとで働いた。1847年にハンプシャー州のクイーンウッド・スクールで科学修士号を得た。そこではジョン・ティンダルに出会っている。1851年にはマンチェスターのオーウェン大学で化学の第1教授になった。6年後にロンドンに戻って聖バーソロミュー病院で化学の講師となり、1863年に王立研究所の化学教授に就いた。若い頃から独自の研究に携わり、大きな成功を収めている。
ある種の有機ラジカルの単離といったような分析化学上のテーマに興味を持ったが、すぐに合成化学に転じた。まずジエチル亜鉛とジメチル亜鉛の合成に成功し、有機亜鉛化合物の研究に先鞭を付けている。また、師のブンゼンによって提示されたカコジルについての研究は、有機金属化学史上の重要な発見をもたらしたが、このときフランクランドはわずか25歳の若さであった。この研究において彼が導き出した論理的演繹法による考え方は、カコジルそのものよりも興味深く、また重要である。カコジルとそれから生成させられる金属無機化合物の間の類似性、また酸素、硫黄、塩素と金属との無機化合物の真の分子様式を知り、それらはカコジルの有機置換基を酸素などで置き換えることによって得られると考えた。これを基にしてフランクランドは化合物の結合に関するそれまでの定説を改め、1852年にある基質中の原子はそれぞれ限られた飽和容量を持ち、よってそれらは決まった数の結合しか作ることができない、という説を発表した。このようにして発見された原子価についての定理はその後の化学における理論の発展に支配的な影響を与え、近代構造化学の拠り所となる概念の基礎を作った。
応用化学におけるフランクランドの功績は水の供給に関するものである。1868年に河川の汚染に関する第2王立委員会の一員となり、完璧な設備を有する実験室を与えられた。6年間その問題に関する研究を行い、その知性によって下水や産業廃棄物などによる河川の汚染、および公共利用のための水の精製法に関する多くの有益な情報をもたらした。1865年には王立鉱業学校でアウグスト・ヴィルヘルム・フォン・ホフマンの跡を継ぎ、ロンドンで供給される水に関する月例報告を統計局へ提出する役務を負い、生涯これを続けた。当初は水の純度に関して厳しい批評を行っていたが、後年では品質の高さと健康に対して害のないことを強く確信するようになった。
フランクランドは化学・微生物学の両面から分析を行っていた。彼が検査を始めた頃の前者の分析法に不満を持ち、2年を費やしてより新しく正確な方法を開発した。1859年、フランクランドはモンブランの頂上でジョン・ティンダルと共に一夜を過ごした。この探検の目的の1つはロウソクの燃焼速度が大気の濃度によって変化するかどうかを確かめるためであり、答えは否であった。このときフランクランドによって得られた他の観測結果は、その後広範な結果をもたらす数々の実験の原点となった。山頂ではロウソクの光は非常に弱くなることに着目し、燃えている場所の大気圧の変化によって与えられる炎への影響を研究した。例えば水素を存在させたときのように、大気圧の増加は炎の輝度を高めることを見出した。10から20気圧下では通常の条件下よりも明るい炎を出して燃えることから、固体粒子の存在のみが炎の明るさを決める因子ではない、という結論を導き出した。さらに、高濃度の気体の燃焼時のスペクトルは液体や固体のそれと類似することを示した。加圧下において発光する気体のスペクトルの段階的な変化を追跡し、非常に希薄な場合には鋭い直線が観測されるのに対して、圧を上げていくと幅が広がって不明瞭なバンドとなっていき、液体状態と同等の濃度では連続した均一なスペクトルとなることを観測した。これらの結果をノーマン・ロッキャーと共同して太陽物理学に応用し、太陽の外層は液体や固体状態の物質ではなく、気体や蒸気でできているという見解を導いた。
フランクランドとロッキャーはヘリウムの発見者でもある。1868年、彼らは太陽光のスペクトル中にそれまで知られていたどの物質にも対応しない黄色い輝線があることに気づき、これを当時知られていなかった元素であるヘリウムによるものと帰属した。
1897年に名誉大英勲章第2位 (Knight or Dame Commander) を授与された。
ノルウェー・グブランスダーレン (Gudbrandsdalen) のゴラー (Golaa) で休暇中に死去した。

## 受賞歴
- 1857年 ロイヤル・メダル
- 1859年 ベーカリアン・メダル
- 1894年 コプリ・メダル